# Kościół św. Jana Ewangelisty w Pisarzowej
Kościół św. Jan Ewangelisty w Pisarzowej – zabytkowa drewniana świątynia rzymskokatolicka w miejscowości Pisarzowa w powiecie limanowskim, będąca kościołem parafialnym miejscowej parafii. Kościół znajduje się na małopolskim Szlaku Architektury Drewnianej.

## Historia
Niewielki drewniany kościółek wzniesiony został w roku 1713 przez F. Wąsowskiego, w miejscu i przy wykorzystaniu elementów wcześniejszej świątyni z 1478, która została rozebrana. Konsekracji dokonał w 1749 biskup krakowski Michał Ignacy Kunicki.
W 1978 miała miejsce pierwsza większa przebudowa - kościół został podniesiony i poszerzony w dolnej części, a do wieży dobudowano trzecią kondygnację.

## Architektura
Jest to kościół orientowany, jednonawowy, z węższym prezbiterium, zamkniętym trójbocznie. Wzniesiono go według zasad konstrukcji wieńcowo-zrębowej i przykryto dwuspadowym dachem siodłowym. Góruje nad nim trzykondygnacyjna wieża konstrukcji słupowej, nakryta cebulastym hełmem z latarnią.
Do głównego korpusu świątyni przylega kilka przybudówek różnego przeznaczenia:
- przy prezbiterium od strony północnej przylega zakrystia
- przy nawie od strony południowej znajduje się Kaplica Różańcowa z obrazem przedstawiającym Maryję wręczającą różaniec św. Dominikowi
- "Ogrojec" - przybudówka z figurą modlącego się Chrystusa i pocieszającego Go anioła - prowadzi do niej przejście z Kaplicy Różańcowej.

Kościół otacza kamienny, ponad 100-letni mur z trzema wejściami zamykanymi ażurowymi bramami. W murze znajdują się kapliczki z figurami: Chrystus frasobliwy, Upadek Chrystusa, Pietà i Chrystus Zmartwychwstały.

## Wnętrze

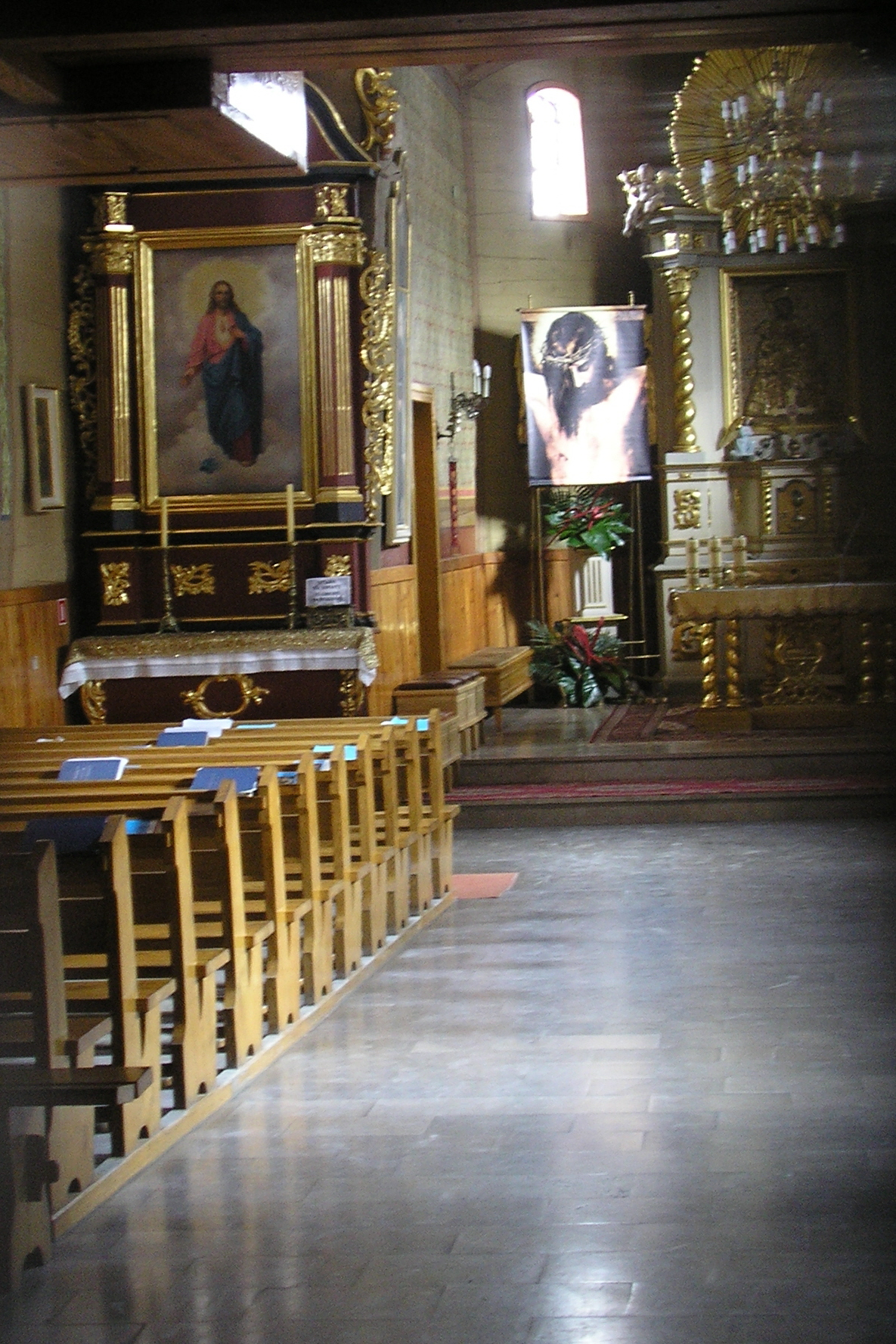
Wnętrze kościoła w Pisarzowej - widok na ołtarz Serca Jezusowego i prezbiterium

Nawę świątyni przykrywa strop płaski, natomiast nad prezbiterium wykonano pozorne sklepienie kolebkowe. Zarówno stropy jak i ściany zdobi XIX-wieczna polichromia figuralna i ornamentalna. Jej autorem jest Adolf Gucwa z Tarnowa. Dwa główne malowidła znajdują się na stropach i przedstawiają Zmartwychwstanie Chrystusa (nad prezbiterium) oraz Ukoronowanie Najświętszej Marii Panny (nad nawą).

### Ołtarze
ołtarz głównypochodzi z przełomu XVII i XVIII wieku. W jego predelli znajduje się barokowe metalowe tabernakulum, obudowane drewnem. W części centralnej umieszczono wizerunek Matki Bożej z Dzieciątkiem z końca XVII wieku. Pod nim umieszczono obraz przedstawiający św. Jana - patrona kościoła. Nad całością ołtarza góruje wysoka gloria, w której środku znajduje się gołębica, symbolizująca Ducha Świętego.
ołtarze bocznerównież z elementami barokowymi:
- ołtarz Serca Pana Jezusa - w jego centralnej części umieszczono obraz Serce Jezusa z 1892, pod którym znajduje się wizerunek św. Antoniego z 1640. W górnej części umieszczono obraz Veraikon[6].
- ołtarz św. Anny - w jego centralnej części znajduje się wizerunek św. Izydora z 1720, na zasuwie z kolei umieszczono obraz Modlitwa św. Anny i św. Marii. W górnej części umieszczono wizerunek św. Stanisława Biskupa[6].
- ołtarz Matki Bożej Różańcowej - znajdują się w nim trzy obrazy: Józef z Dzieciątkiem, Matka Boża Różańcowa, oraz Jan Nepomucen.
- ołtarz w Ogrojcu - to nadstawa ołtarzowa z dawnej Kaplicy Różańcowej. Znajduje się w nim figura Ukrzyżowanego Chrystusa, przy którym czuwają św. Jan Apostoł oraz Matka Boża Bolesna[6].

### Wyposażenie
Większość wyposażenia kościoła w Pisarzowej pochodzi z XVII i XVIII wieku i posiada wyraźne cechy barokowe i rokokowe.
- chrzcielnica - XVII-wieczna, wykonana z kamienia na kształt kielicha[5].
- organy - dziesięciogłosowe, wykonane w 1980 z wykorzystaniem pozostałości starszego instrumentu.
- stacje Drogi Krzyżowej - wykonane w 1982 przez Walentego Mamaka z bejcowanego drewna[5].